# DKP 1. maj optagelser 1974-1976
|  | Denne artikel er oprettet af botten Steenthbot ud fra en ekstern database. Den kan derfor have sproglige fejl eller mangler. Denne skabelon kan fjernes efter kontrol af indholdet. |

DKP 1. maj optagelser 1974-1976 er en dansk dokumentarisk optagelse fra 1976.

## Handling
Demonstrationstog optaget fra 2. sals lejlighed. Stemningsbilleder fra 1. maj i Fælledparken 1976: demonstranter, faner med hammer og segl og plakat for Rock Beat Festival den 15. maj 1976 ved Bagsværd Sø, børn og unge.